# Пентакозановая кислота
Пентакозановая кислота С24Н49COOH — одноосновная карбоновая кислота алифатического ряда с нечётным числом атомов углерода в цепи. Соли — пентакозаноаты.
Синонимы и технические названия: гиеновая кислота, гиениновая кислота, 506-38-7, Hyenate, Hyenic acid, n-Pentacosanoate, n-Pentacosanoic acid, ACMC-209kon, AC1L1V9J, P8911_SIGMA, CHEBI:39420, CTK1H1134, HMDB02361, NSC89289, EINECS 208-036-0, ANW-31077, LMFA01010025, NSC 89289, NSC-89289, AKOS015839858, C25:0, P0882, 562AA15C-C8EA-4109-ABAF-D8CC68CCB7C8, I04-1642, 3B3-061264.
Название: от греч. πέντε είκοσι (pente eikosi) — «двадцать пять».

## Физические свойства
Иглы из бензола или листочки из ацетона, т. пл. 77—78 °C (иглы); 83,2—83,5 °C (листочки); т. заст. 82,9 °C.
Нерастворима в воде, трудно растворима в этаноле, легко растворима в диэтиловом эфире, растворима в горячих ацетоне и бензоле.

## Химические свойства
Химические свойства аналогичны свойствам других предельных жирных кислот.

## Нахождение в природе
Пентакозановая кислота, как и большинство жирных кислот с длинной цепью и с нечётным числом атомов углерода, в природе встречается редко и в низких концентрациях.
Наиболее часто встречается в составе клеточных стенок микроэукариотов.

## Получение и синтез
Содержится во фракции С25-С31 синтетических жирных кислот.

## Использование

### В медицине
- Применяется в некоторых микробиологических исследованиях[12][13][14].

### В промышленности
- Смеси высокомолекулярных жирных кислот (генейкозановой, бегеновой, трикозановой, лигноцериновой и пентакозановой) являются сырьем для приготовления синтетических солидолов и консистентных смазок[15].